# Port lotniczy Dołneni
Port lotniczy Dołneni – mały port lotniczy położony w Dołneni w Macedonii Północnej. Obsługuje połączenia krajowe.